# Filtre de Wiener

Diagrama del filtre de Wiener

A processament de senyals, el filtre de Wiener és un filtre proposat per Norbert Wiener en la dècada de 1940 i publicat el 1949. El seu propòsit és, utilitzant mètodes estadístics, reduir el soroll present en el senyal d'entrada de tal manera que el senyal de sortida del filtre s'aproximi el més possible (en el sentit quadràtic mitjà) a un senyal desitjat (sense soroll). L'equivalent en temps discret del treball de Wiener va ser derivat independentment per Kolmogórov i publicat el 1941. Per això, la teoria és de vegades referida com teoria de filtratge de  Wiener-Kolmogórov.